# كأس تشيلي 2014-15
كأس تشيلي 2014-15 (بالإسبانية: Copa Chile 2014-15)‏ هو الموسم 35 من كأس تشيلي. كان عدد الأندية المشاركة فيه 32، وفاز فيه أونيفرسيداد دي كونسيبسيون ‏.